# Нуклеотидаза
Нуклеотидаза — это гидролитический фермент, который катализирует гидролиз нуклеотида на нуклеозид и фосфат.
Нуклеотид + H2O = Нуклеозид + Фосфат
Например, он превращает аденозинмонофосфат в аденозин, а гуанозинмонофосфат в гуанозин.
Нуклеотидазы выполняют важную функцию в пищеварении, поскольку они расщепляют потребленные нуклеиновые кислоты .
Их можно разделить на две категории в зависимости от гидролизуемого конца:
- Шифр КФ 3.1.3.5: 5'-нуклеотидазы — NT5C, NT5C1A, NT5C1B, NT5C2, NT5C3
- Шифр КФ 3.1.3.6: 3'-нуклеотидазы — NT3

5'-Нуклеотидазы отщепляют фосфат на 5'-конце сахарного фрагмента. Их можно разделить на различные виды в зависимости от предпочтений в отношении субстрата и субклеточной локализации. Связанные с мембраной 5'-нуклеотидазы проявляют специфичность по отношению к аденозинмонофосфатам и участвуют преимущественно в спасении предварительно сформированных нуклеотидов и в каскадах передачи сигнала с участием пуринергических рецепторов. Все растворимые 5'-нуклеотидазы принадлежат к суперсемейству ферментов галогенокислотных дегалогеназ, которые представляют собой два доменных белка, характеризующиеся модифицированной укладкой Россмана в качестве ядра и вариабельной крышки или капюшона. Растворимые формы далее подразделяются на подклассы на основе критерия, упомянутого выше. mdN и cdN являются митохондриальными и цитозольными 5'-3'-пиримидиннуклеотидазами. cN-I представляет собой цитозольную нуклеотидазу (cN), характеризующуюся своим сродством к АМФ в качестве субстрата. cN-II идентифицируется по его сродству либо к IMP, либо к GMP, либо к обоим. cN-III представляет собой пиримидин-5'-нуклеотидазу. Недавно был определён новый класс нуклеотидаз, называемый IMP-специфической 5'-нуклеотидазой. 5'-нуклеотидазы участвуют в различных функциях, таких как межклеточная коммуникация, восстановление нуклеиновых кислот, путь спасения пуринов для синтеза нуклеотидов, передача сигнала, мембранный транспорт и т. д.

## Дальнейшее чтение
- Hunsucker SA, Mitchell BS, Spychala J (2005). The 5'-nucleotidases as regulators of nucleotide and drug metabolism. Pharmacology & Therapeutics. 107 (1): 1–30. doi:10.1016/j.pharmthera.2005.01.003. PMID 15963349.